# Barnby Dun
Barnby Dun är en by i civil parish Barnby Dun with Kirk Sandall, i distriktet Doncaster i grevskapet South Yorkshire i England. Byn är belägen 34,2 km från Sheffield. Orten har 3 362 invånare (2016). Barnby upon Don var en civil parish fram till 1921 när blev den en del av Barnby Dun with Kirk Sandall. Civil parish hade 774 invånare år 1921. Byn nämndes i Domedagsboken (Domesday Book) år 1086, och kallades då Barnebi.